# 帕爾默 (伊利諾伊州)
帕爾默（英語：Palmer）是位於美國伊利諾伊州克里斯蒂安縣的一個村落。

## 地理
帕爾默的座標為39°27′27″N 89°24′22″W / 39.45750°N 89.40611°W，而該地最高點為海拔高度190米（即623英尺）。

## 人口
根據2010年美國人口普查的數據，帕爾默的面積為2.58平方千米，當中陸地面積為2.58平方千米，而水域面積為0.00平方千米。當地共有人口229人，而人口密度為每平方千米88人。